# نيكولاوس ماير-لاندروت
نيكولاوس ماير-لاندروت (بالألمانية: Nikolaus Meyer-Landrut)‏ (و. 1960  م) هو دبلوماسي ألماني، ولد في دوسلدورف.

## مناصب
تولى منصب سفير ألمانيا لدى فرنسا ‏ (منذ 2015)
.

## التعليم
تعلم في جامعة كولونيا
.

## روابط خارجية
- نيكولاوس ماير-لاندروت على موقع مونزينجر (الألمانية)